# Eduard Ludvig Frederik Springborg
Eduard Ludvig Frederik Springborg (født 25. februar 1848 i København, søn af kommandersergent Springborg, død 1927). var 
Bygnings- og brandinspektør i Aarhus, Ridder af Dannebrog, indehaver af Medaljen for 25 års god tjeneste i Brandkorpset og Det svenske Fortjenstkors i guld. Springborg var i slutningen af 1800-tallet en af Aarhus store personligheder. Med mange betydelige poster, sit joviale væsen og et iltert temperament var han en mand, man ikke kunne ignorere. 

## Brand- og bygningsinspektør
I 1877 blev Springborg udnævnt til brand- og bygningsinspektør i Aarhus - en post han beholdte de næste 37 år. Springborg reformerede brandvæsenet, der ved hans overtagelse bestod af en hel bataljon værnepligtige. Springborg fik indført at man kunne købe sig fri for brandtjeneste, og for de indkomne penge, blev der indkøbt materiel som sprøjter og uniformer, ligesom han i 1885 fik etableret et fast brandkorps.
Fra 4. februar 1911 til 17. januar 1914 var Springborg ligeledes formand for Aarhus Brandkorpsforening.

## Posternes mand
Udover stillingen som brand- og bygningsinspektør var Springborg også gennem mange år formand for Den konservative Klub, der i 1891 blev lagt ind under Højrevælgerforeningen.  Han var også formand for AGF, ligesom han var aktiv indenfor Aarhus Borgerlige Skydeselskab. I 1898 blev han formand for det nydannede SIKA - De samvirkende Idrætsklubber i Aarhus.
I tømrerlære 1864, svend 1869, rekrut 1870, sekondløjtnant 1872, premierløjtnant 1875. 1887 afskedspatent som kaptajn, 1914-18 pladskommandant i Aarhus. 1. april 1877-1. oktober 1913 bygnings- og brandinspektør i Aarhus, mangeårig formand for Brandinspektørforeningen, æresmedlem af samme og af Aarhus Brandkorpsforening.

## Grundlagde telefonselskabet
Springborg grundlagde i 1883 i samarbejde med J.M. Chr. Larsen Aarhus Telefonselskab A/S -det første telefonselskab i Aarhus. Springborg kunne se telefonens anvendelse i forhold til brandalarmering. Indtil telefonens indpas i Aarhus bestod brandvagten af en mand i domkirketårnet, der i tilfælde af brand kunne klimte med klokken.

## Konflikt med socialdemokraterne
I slutningen af Springborg karriere ragede han oftere og oftere uklar med byrådet, der var domineret af Socialdemokratiet. I december 1911 behandlede byrådet Springsborg administrative evner, hvor udvalget for Undersøgelse af Brandvæsenets Administration blandt andet kunne udtale: "I det hele taget er Brandvæsenets Regnskabvæsen i en saa komplet Uorden, at det overhovedet ikke kan revideres. Der hersker et Sløseri, som man skulde tro umuligt i en offentlig Institution...".
Ved Springborgs fratrædelse i 1913 kom det anstrengte forhold til Socialdemokratiet endnu engang til syne. Den kongeligt udpegede borgmester Drechsel ville på byrådets vegne komme med en tak til Springborg for hans arbejde i kommunens tjeneste og udtalte at: "Springborg havde været en omstridt Mand, men der var ingen Tvivl om, at han ogsaa havde været en meget pligtopfyldende Mand." Socialdemokratiet kunne med byrådsmedlemmerne J. Simonsen og Harald Jensen i spidsen dog ikke støtte op om at sige Springborg tak for god tjeneste.

## Eftermæle
Springborg var en handlingens mand, der skabte sig mange venner og fjender. Han var blandt venner kendt for sin joviale natur og i brandkorpset var han bare kendt som Kaptajnen. 
Springborg døde i 1927 og blev efterfølgende begravet på Nordre Kirkegård. Hans gravsted blev dog sløjfet i 1962, hvorfor der ikke findes noget fysisk mindesmærke for ham i Aarhus længere.